# إسحاق داريلنغتون
إسحاق داريلنغتون هو قاضي ومحامي وسياسي أمريكي، ولد في 13 ديسمبر 1781 في وست تشستر ‏ في الولايات المتحدة، وتوفي بنفس المكان في 27 أبريل 1839. نشط حزبياً في الحزب الفيدرالي الأمريكي. وقد انتخب عضو مجلس نواب بنسيلفانيا ‏ وانتخب عضو مجلس النواب الأمريكي ‏.